# Bataille d'Elizabeth City
Guerre de Sécession
Batailles
Campagne de Burnside en Caroline du Nord
- Roanoke Island
- Elizabeth City
- New Burn
- South Mills
- Fort Macon
- Tranter's Creek

La bataille d'Elizabeth City eut lieu le 10 février 1862 au début de la guerre de Sécession, et fut la 2e opération de la campagne de Burnside en Caroline du Nord. Elle succéda à la prise de l’île Roanoke par un puissant corps expéditionnaire fédéral et eut lieu sur la rivière Pasquotank, près d’Elizabeth City (Caroline du Nord), au débouché de la Pasquotank dans la baie d'Albemarle.
Cette bataille est en fait un combat naval, mais dans une lagune peu profonde, et entre des canonnières : une flottille confédérée (surnommée « la flotte moustique ») est défaite par une flottille fédérale dépendant du North Atlantic Blockading Squadron (Escadre de blocus de l’Atlantique Nord), malgré l’appui théorique d’une batterie de 4 canons placée sur Cobb Point, au sud-est d’Elizabeth City.

## Contexte
Elizabeth City se situe près de l’estuaire de la Pasquotank (qui se jette à cet endroit dans la baie d'Albemarle) et près des écluses du canal du marais de Dismal (à 15 kilomètres au nord) et du canal d'Albemarle et de Chesapeake (à 20 kilomètres à l’est). Ces deux canaux ont une grande importance stratégique : c’est par eux que le port de guerre confédéré de Norfolk (Virginie) reçoit l’approvisionnement qui lui permet de résister au blocus maintenu par l’US Navy dans la baie de Chesapeake.
Les 7 et 8 février 1862, l’île Roanoke qui verrouillait l’accès maritime à la baie d'Albemarle a été prise par les fédéraux. Le seul obstacle restant entre les troupes de l’Union et Elizabeth City est maintenant la « flotte moustique ».

## La flottille confédérée
Le 7 février 1862, de midi environ au soir, dans le sound de Croatan, les 7 canonnières confédérées de la « flotte moustique » commandée par William F. Lynch échangent des coups de canon avec leurs 19 homologues de l’US Navy. Il se trouve que deux unités confédérées ne participent pas au combat : le CSS Appomatox, qui avait été envoyé à Edenton chercher des provisions et n’était pas de retour, et la goélette CSS Black Warrior : comme elle était dépourvue de moteur auxiliaire, son manque de mobilité l’avait fait écarter du combat.
Le duel d’artillerie est intense mais peu meurtrier.
La CSS Curlew, touchée au niveau de la ligne de flottaison et échouée par son équipage (juste devant la casemate confédérée appelée Fort Forrest, ce qui réduit ses canons au silence) est abandonnée, elle sera brûlée le 8 février. Le CSS Forrest, dont l’hélice, qui a touché, est hors d’usage, est pris en remorque quand la « flotte moustique », presque à court de munitions, quitte le sound de Croatan et les parages de l’île Roanoke, qui tombera le lendemain aux mains des fédéraux.
Le flag officer Lynch emmène sa flottille à Elizabeth City (au nord de la baie d'Albemarle) pour réparer le CSS Forrest et réapprovisionner ses bateaux, mais les munitions manquent. Il envoie Thomas T. Hunter, capitaine du CSS Curlew, chercher des munitions à l’arsenal de Norfolk (Virginie), puis charge aussi le CSS Raleigh d’en rapporter. Le CSS Raleigh, retardé, ne revient pas et Hunter rapporte un chargement de munitions ne suffisant que pour 2 bateaux. Lynch le répartit entre ses unités restantes, mais elles ne pourront tirer plus de 10 coups de canon chacune.
La veille de la bataille, Lynch dispose donc (en plus du CSS Forrest qui, en réparation, est immobilisé) de 6 bateaux : son navire amiral, le CSS Sea Bird, est un vapeur à roues armé de 2 canons ; le CSS Appomatox, le CSS Ellis(2 canons tous deux), et le CSS Beaufort (1 canon), qui sont d’anciens remorqueurs ; le CSS Fanny (2 canons) est un ancien bateau de transport pris à l’US Navy le 1er octobre 1861 à Loggerhead Inlet, près du cap Hatteras ; enfin le CSS Black Warrior est une goélette sans moteur qui a été réquisitionnée une semaine auparavant, et qui porte 2 gros canons de 32 livres.
Par ailleurs les confédérés comptent sur l’aide des 4 canons de la batterie confédérée placée sur Cobb Point. Aussi Lynch décide d’ancrer la goélette CSS Black Warrior en face de Cobb Point, et de disposer ses vapeurs en ligne un peu en amont : il pense que les fédéraux voudront (comme ils l'ont fait en envahissant l'île Roanoke) s’attaquer d’abord à la batterie côtière. Lynch donna aussi les instructions suivantes à ses capitaines : ne pas laisser les ennemis prendre les bateaux, et en dernière extrémité, si la fuite était impossible, les détruire.

## La flottille fédérale
Le 8 février, le vice-amiral nordiste Goldsborough ordonne à ses canonnières de poursuivre la « flotte moustique ». Comme 5 de ses canonnières avaient été légèrement endommagées la veille lors du duel d’artillerie, il ne place sous le commandement du capitaine Stephen C. Rowan que 14 unités, armées en tout de 37 canons.

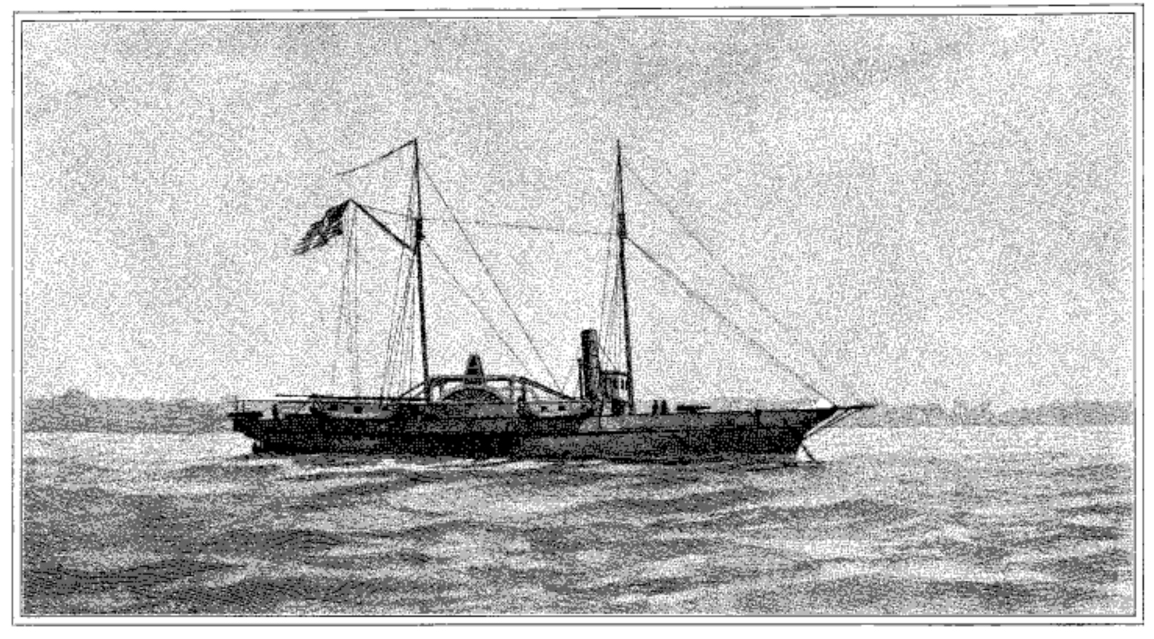
L'USS Hetzel est un élégant petit vapeur à roues, avec gréement de goélette aurique. Il est ici au mouillage, et a hissé sa flêche d'artimon pour rester nez au vent. Les 2 hommes sur le pont avant, ainsi que le canon, donnent l'échelle.

La flottille fédérale, comme son homologue confédérée, était composée de bateaux civils qui avaient été achetés par l’US Navy au début de la guerre de Sécession : ainsi le navire amiral de Rowan, le USS Delaware, tout comme les USS Hetzel, USS Isaac N. Seymour, USS John L. Lockwood, USS Ceres, et USS General Putnam avaient été des vapeurs à roues. L'USS Shawseen, lui aussi un vapeur à roues, avait été (comme 2 des canonnières confédérées) un remorqueur. Deux autres vapeurs à roues, le USS Commodore Perry et le USS Morse, avaient été des bacs. Le reste des bateaux (USS Louisiana, USS Underwriter, USS Valley City, USS Whitehead, et USS Henry Brinker) étaient des vapeurs à hélice.
Les nordistes aussi manquent de munitions : Rowan ordonna à ses capitaines de les économiser, et si possible d’éperonner les bateaux ennemis, ou de les prendre à l’abordage.
Le 9 février, la flottille fédérale lève l’ancre, remonte le Croatan Sound en longeant l’île Roanoke et s’avance dans la baie d'Albemarle.
Comme la nuit tombe alors qu’elles approchent d’Elizabeth City, les canonnières unionistes jettent l’ancre pour la nuit.

## Bataille
Pour coordonner sa défense avec les artilleurs de la batterie de Cobb Point, Lynch se rend dès l'aube au fort. Il n'y trouve en fait de servants que 7 miliciens et 1 civil. Comme il compte absolument sur la batterie, Lynch doit y affecter le lieutenant William Harwar Parker (en), commandant de la CSS Beaufort, avec la plus grande partie de son équipage. Même avec cette addition d'hommes, seulement 3 des 4 canons seront servis. Quant à la CSS Beaufort, sous équipage réduit, elle est renvoyée vers le canal.

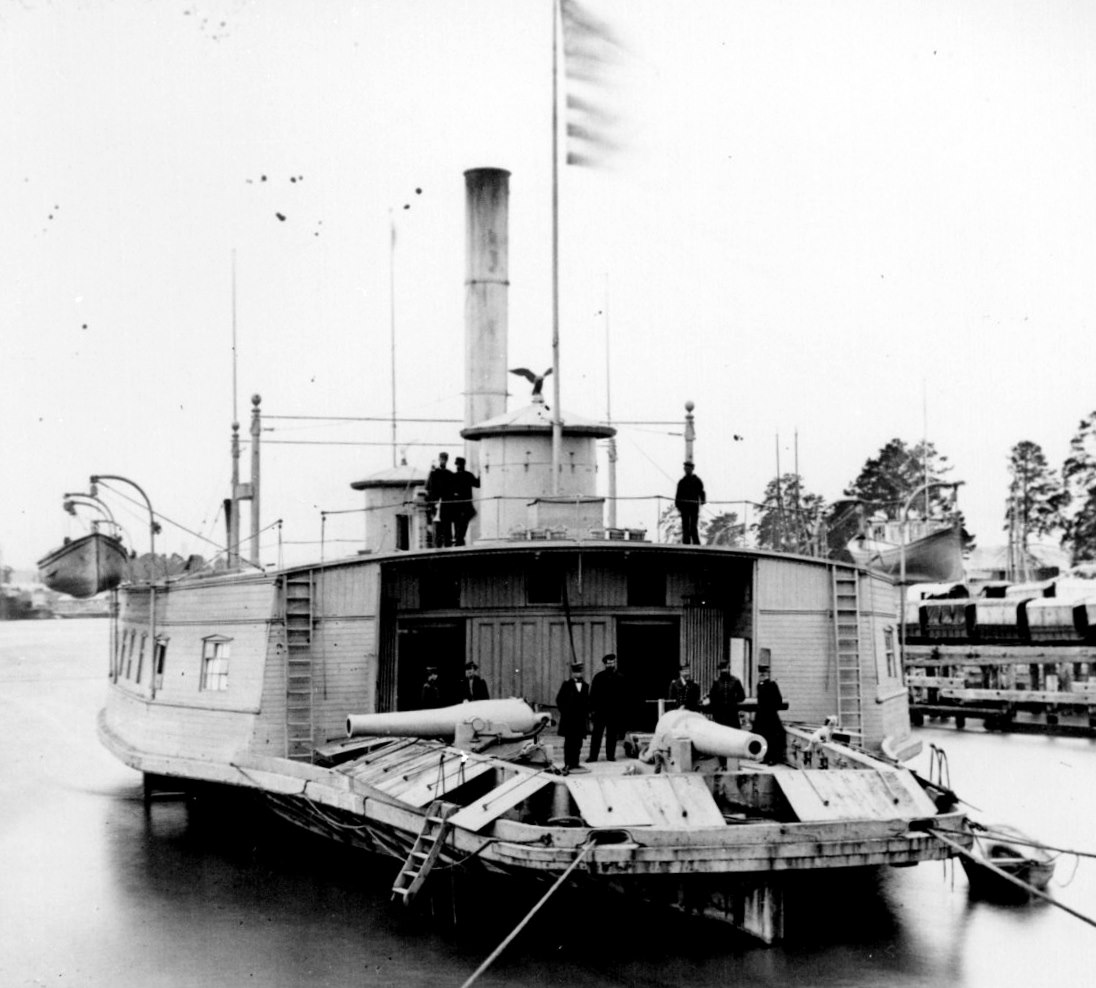
Le USS Commodore Perry, un bac (ferry) armé qui éperonna et coula le navire amiral confédéré CSS Sea Bird.

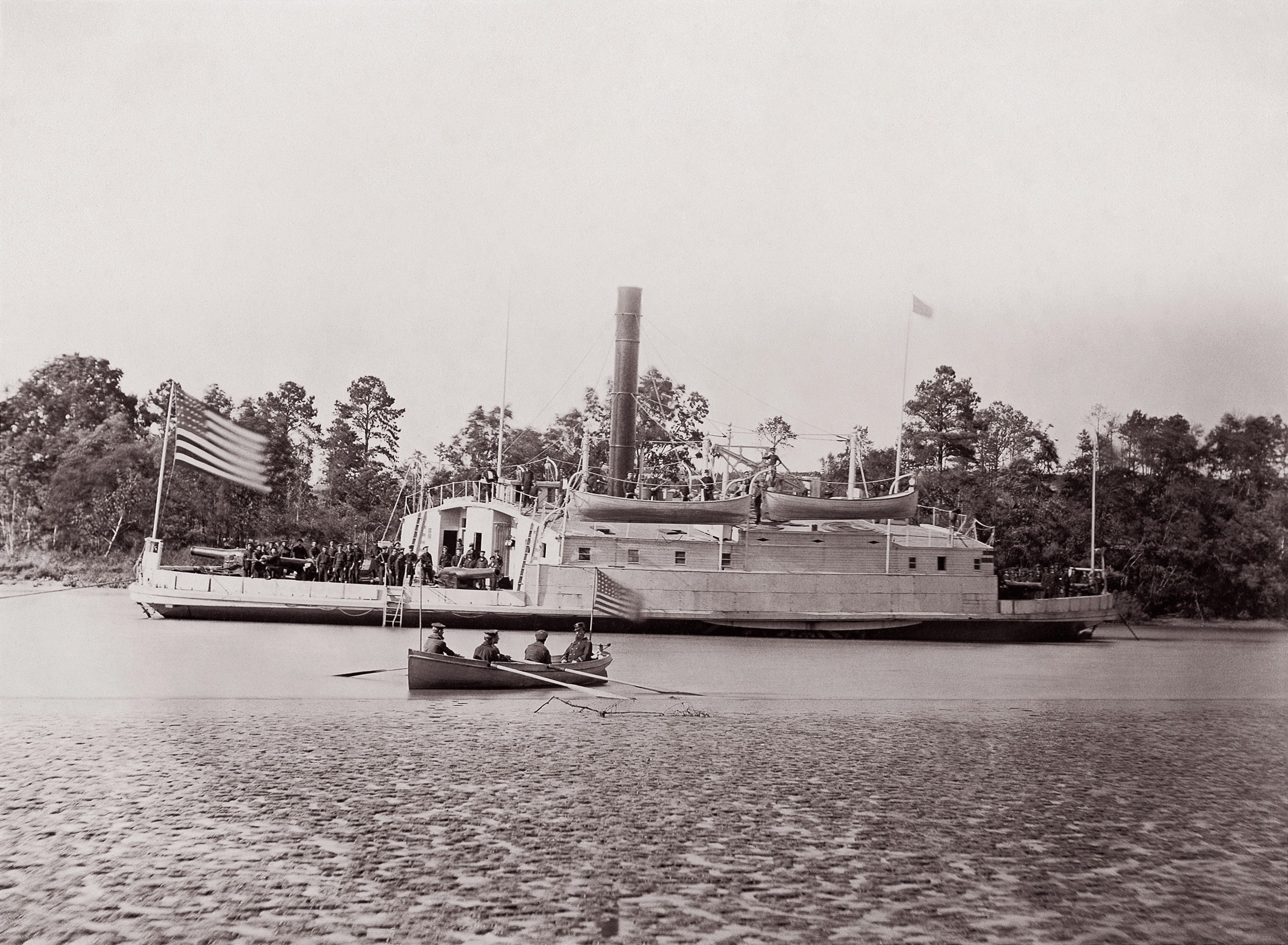
le USS Commodore Perry, qui a participé à la bataille d'Elizabeth City. Il est ici sur la Pamunkey River, entre 1861 et 1865. Une photo de Timothy O'Sullivan conservée au Metropolitan Museum of Art.

Dès que les fédéraux se mettent en route, la batterie se révèle inefficace : d'une part les miliciens désertent immédiatement, ce qui ne laisse que 2 canons en service, d'autre part Rowan, au lieu de commencer un duel d'artillerie avec la batterie (il manque lui aussi de munitions), emmène rapidement sa flottille en amont, hors de portée des canons de Cobb Point, et attaque la flottille fédérale. Les servants des canons de Cobb Point, après avoir tiré quelques décharges, ne peuvent que contempler le combat inégal, et la destruction de la « flotte moustique ».
La première perte est la goélette CSS Black Warrior : tous les bateaux fédéraux l'ont canonnée au passage ; son équipage l'abandonne et l'incendie. La CSS Fanny est touchée, son équipage l'échoue et la brûle. La USS Ceres prend la CSS Ellis à l'abordage, et les fédéraux, avertis par un soutier afro-américain, désamorcent la charge qui devait faire sauter l'Ellis. La CSS Sea Bird cherche à s'échapper, mais la USS Commodore Perry l'éperonne et la coule.
Les CSS Beaufort et Appomatox s'enfuient vers le canal du marais de Dismal, mais l'Appomatox, trop large de 2 pouces, ne peut entrer dans l'écluse, et est incendié par son équipage. Le CSS Forrest est brûlé par son équipage sur son chantier de réparation, avec une autre canonnière en construction.
Au total, dans le camp confédéré seuls les CSS Beaufort et Raleigh (ce dernier n'était pas revenu de Norfolk,) survivent à la bataille d'Elizabeth City.
Les pertes humaines sont faibles : pour les fédéraux, 2 morts et 7 blessés, et pour les confédérés : 4 morts, 6 blessés et 34 prisonniers,,.
Le canonnier John Davis, de l'USS Valley City, reçut la Medal of Honor du Congrès pour avoir, alors qu'un obus ennemi avait mis le feu à la soute aux poudres, obturé de son corps un tonneau de poudre ouvert, et ce tout en continuant à approvisionner en poudre ses camarades,.

## Suites
Obéissant aux ordres de leur chef, le brig. gen. Henry A. Wise, les confédérés en retraite cherchent à incendier Elizabeth City. Deux blocs sont détruits par le feu, mais les marins fédéraux interviennent et éteignent l'incendie.
Le canal d'Albemarle et Chesapeake est bloqué par les confédérés près de son débouché dans la North River ; les fédéraux, sur l'ordre du flag officer Goldsborough, en complêteront l'obstruction.

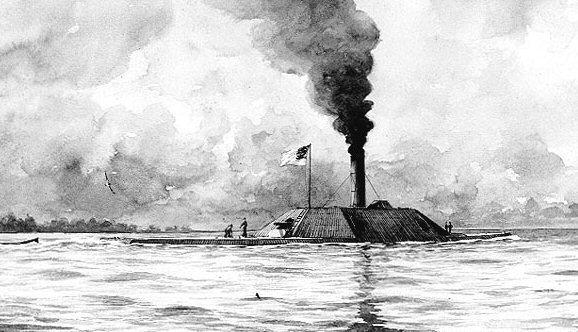
Le CSS Albermarle, cuirassé confédéré lancé en avril 1864 et coulé en octobre par une torpille.

Le 12 février, la ville d'Edenton (Caroline du Nord) est occupée sans coup férir par les équipages de 12 canonnières fédérales sous le capitaine Rowan.
Après la bataille de New Bern et la bataille de Fort Macon, les sounds de Caroline du Nord ne verront plus de présence confédérée jusqu'à la fin de la guerre de Sécession (voir le chapitre "Fin de la campagne" de l'article Campagne de Burnside en Caroline du Nord). Seul le cuirassé Css Albermarle y fera une brève incursion pendant l'été 1864.
L'arsenal de Norfolk (Virginie), privé de son approvisionnement par les canaux et bloqué par l'US Navy présente dans la baie de Chesapeake, est incendié et évacué en mai 1862 par les confédérés du maj. gen. Benjamin Huger, et occupé par les troupes du brig. gen. fédéral John E. Wool.